# 覚醒時せん妄
覚醒時せん妄（かくせいじせんもう、英: Emergence delirium）とは、全身麻酔からの覚醒時に精神運動興奮を伴う病態である。小児や高齢者で発生しやすい。

## 術後せん妄との違い
覚醒時せん妄の病態は術後せん妄と類似するが、以下の点で異なる。覚醒時せん妄は麻酔や鎮静からの覚醒時に発生するが、この間に意識明瞭な期間はなく、持続時間は30分程度である。術後せん妄は意識明瞭な期間があることも無いこともあるが、数時間以上から数日持続することがある。

## 小児
小児におけるこの病態の重症度を測定するためには、Pediatric Anesthetic Emergence Delirium（PAED）スケールやCornell Assessment of Pediatric Deliriumが使用されることがある。この患者集団では、覚醒時せん妄は典型的には、麻酔から回復して最初の30分以内に発現し、5～15分以内に自然に消失する。
覚醒時せん妄は、デスフルランでもイソフルランによる麻酔後でも頻度は同様である。これらの吸入麻酔薬から急速に覚醒させると、不慣れな環境に突然身を置くことになった小児の元々の不安を悪化させる可能性があるという仮説が立てられている。
小児の覚醒時せん妄は、手術の種類、麻酔薬、併用薬の使用と関連しているが、根本的な原因の特定には至っていない。しかし、術中のフェンタニル投与が発生率を軽減させることは報告されている。

## 高齢者
高齢者は、手術後に昏迷や思考障害を発症する可能性が高く、それは術後数日まで起こりうる。このような認知の問題は数週間から数ヵ月続くことがあり、患者の計画能力、集中力、記憶力、日常生活動作に影響を及ぼすことがある。非心臓手術を受けた高齢者の術後認知アウトカムに関しては、5つの研究（321人）を対象としたコクランレビューがあるが、麻酔維持に関しては、静脈麻酔薬と吸入麻酔薬では、麻酔薬の種類による術後せん妄の差はほとんどなかった。このレビューの著者らは、プロポフォールをベースとした全静脈麻酔による麻酔維持と吸入麻酔薬による麻酔維持のどちらが術後せん妄の発生率に影響するかは不明としている。覚醒時せん妄は、心臓手術後の長期的な認知機能障害と関連している。
非心臓手術において、術後せん妄は1ヶ月後の術後認知機能障害との関連が指摘されているが、2から6ヶ月後は特に関連が認められていなかった（2019年）。一方、70歳以上の成人560人を6年間対象とした2023年のコホート研究では、せん妄が最も一般的な術後合併症であり、長期的な認知機能低下および認知症の発生率上昇と関連していることが明らかにされた。

## 疫学

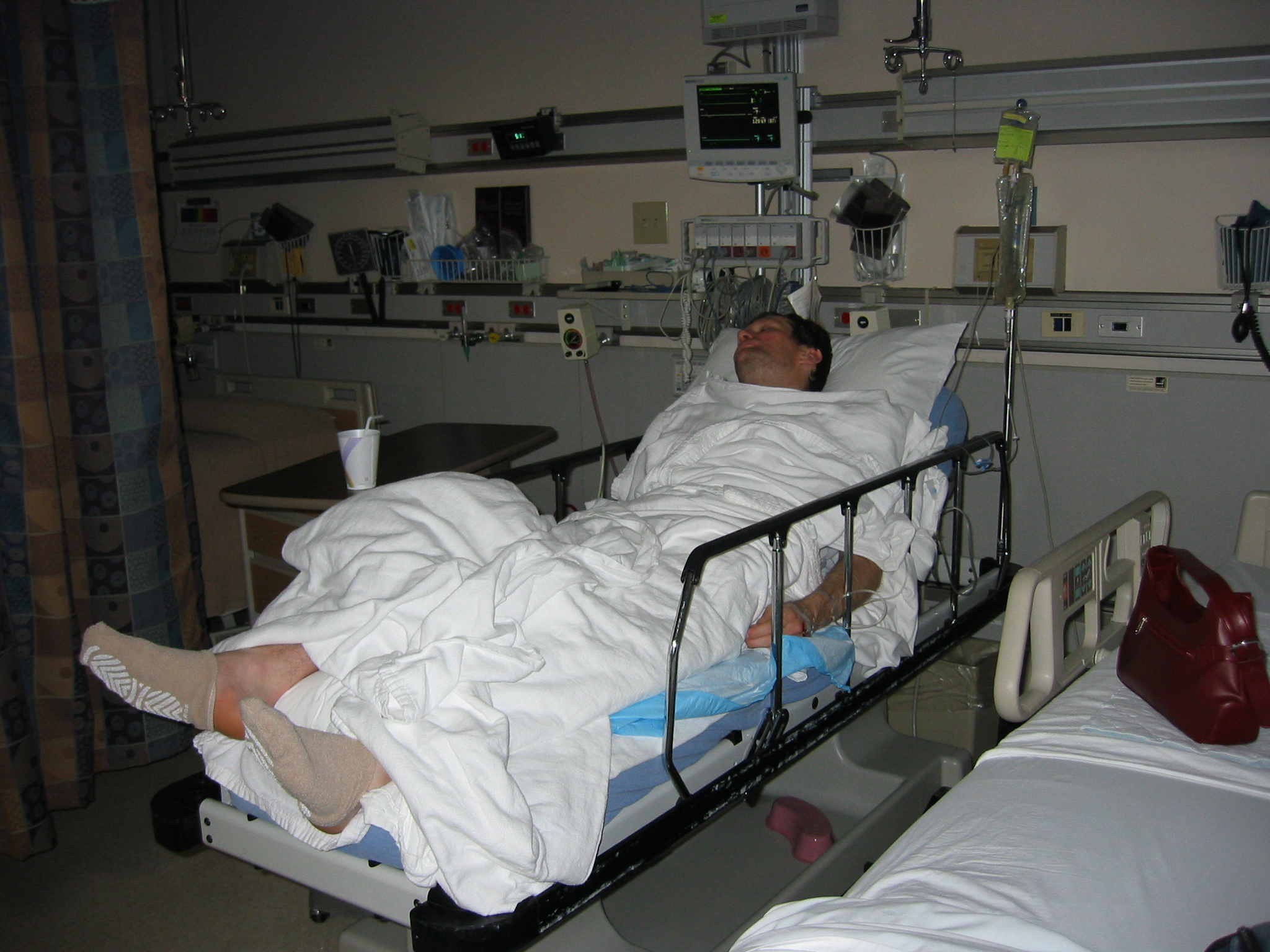
麻酔後回復室での術後患者

全般的な覚醒時せん妄の発生率は5.3％で、小児では発生率が有意に高い（12～13％）。ハロタン、イソフルラン、セボフルランまたはデスフルランによる小児の全身麻酔後の覚醒時せん妄の発生率は2～55％と報告により幅がある。文献にある覚醒時せん妄のほとんどは、覚醒時の興奮について述べている。せん妄検出ツールを使用しない限り、麻酔覚醒時の興奮がせん妄によるものなのか、痛みによるものなのか、恐怖によるものなのかなどを区別することは困難である。麻酔後回復室（PACU）で全身麻酔から覚醒した成人患者400人を対象に、Confusion Assessment Method for the ICU（CAM-ICU）を用いてせん妄の評価を行った研究調査によると、PACU入室時の覚醒時せん妄の割合は31％で、1時間後までには8％に減少していた。

## 関連文献
- “Emergence delirium in children: many questions, few answers”. Anesth. Analg. 104 (1):  84–91. (Jan 2007). doi:10.1213/01.ane.0000250914.91881.a8. PMID 17179249.
- “Emergence delirium in adults in the post-anaesthesia care unit”. Br. J. Anaesth. 96 (6):  747–53. (Jun 2006). doi:10.1093/bja/ael094. PMID 16670111.